# Bahnhof Kaschgar

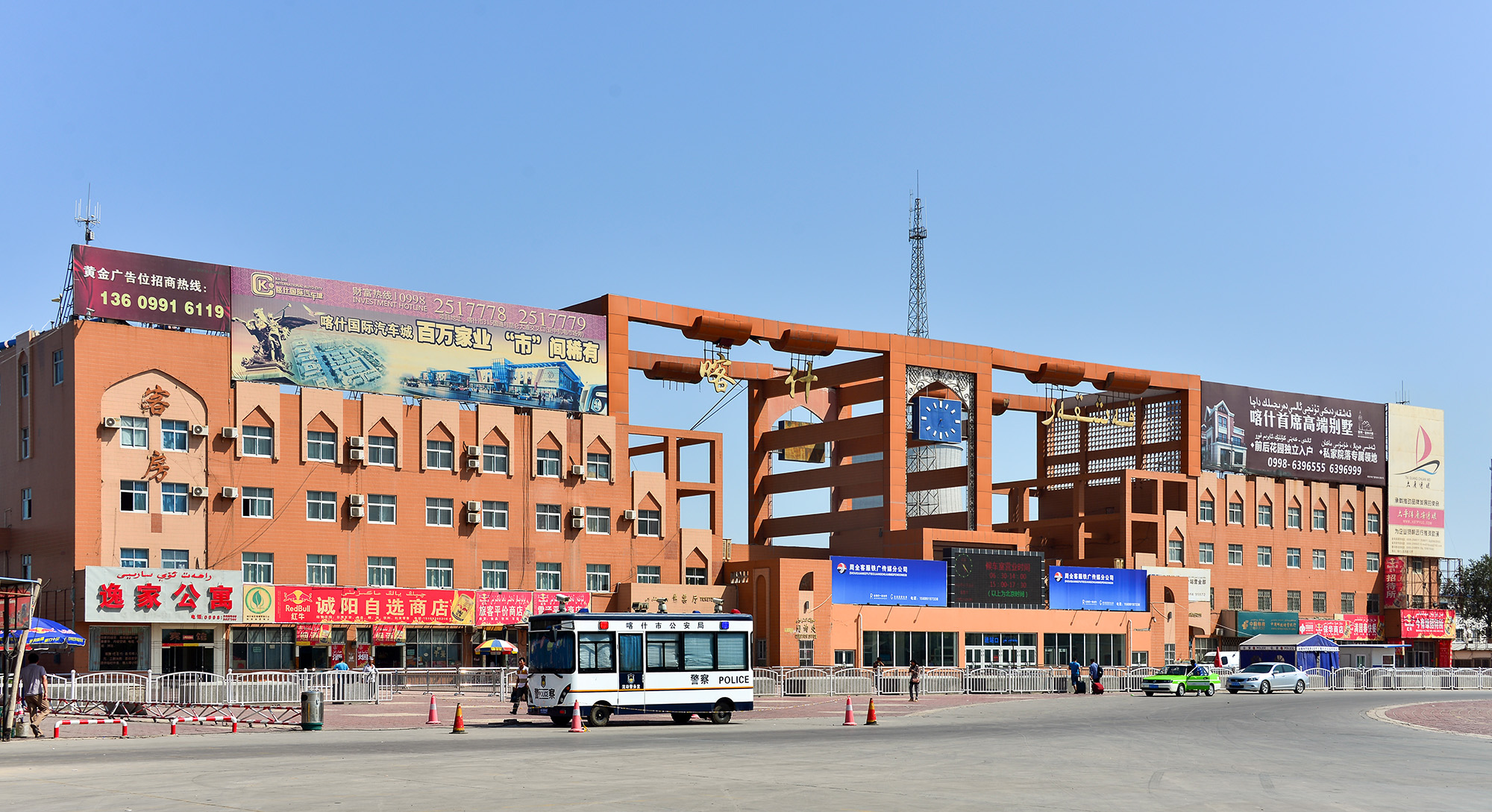
Bahnhof von Kaschgar, 2012

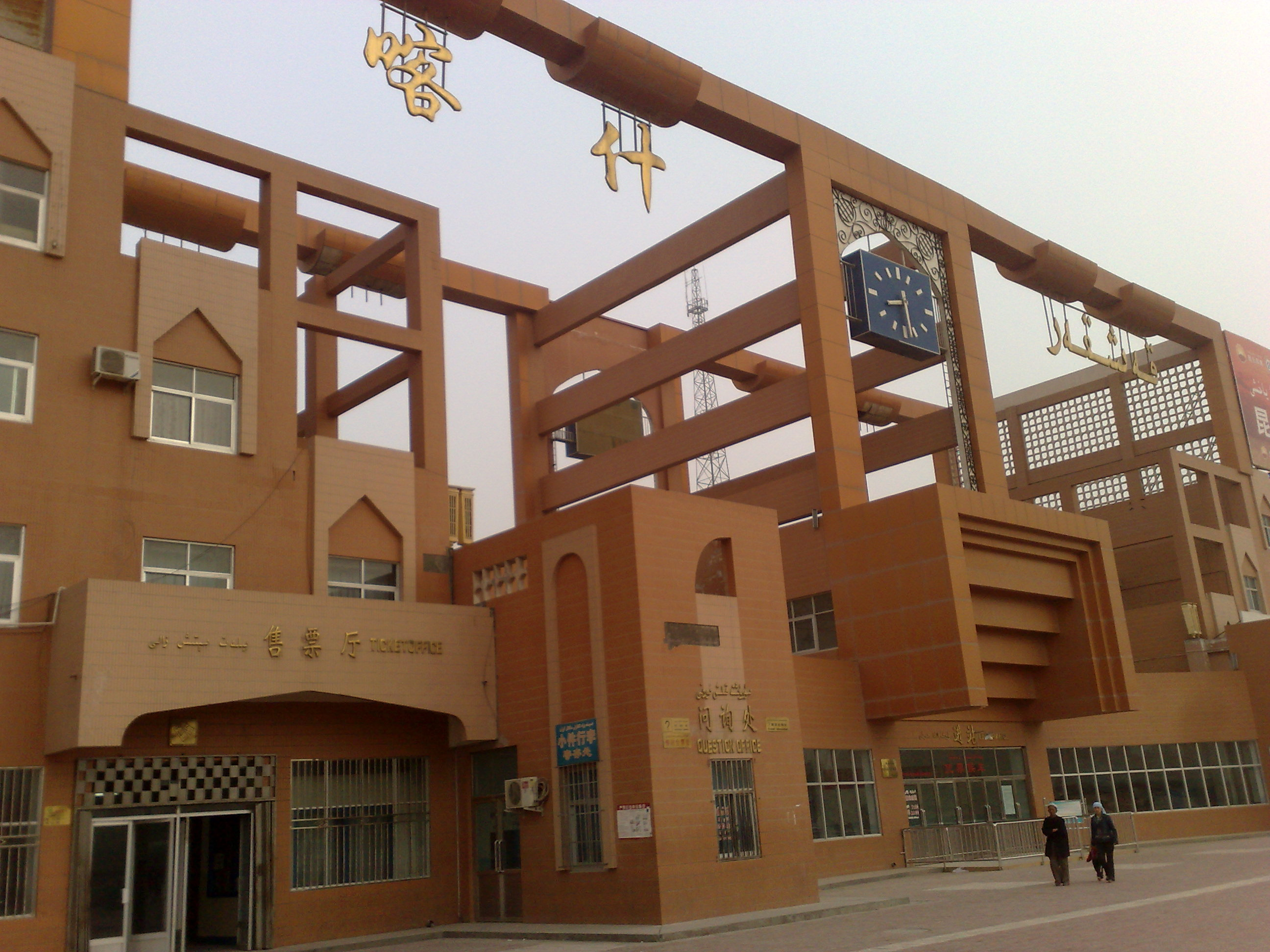
Außenansicht des Bahnhofs Kaschgar, 2008

Der Bahnhof Kaschgar (喀什火车站,  Kashi huochezhan / 喀什站,  Kashi zhan) ist ein Bahnhof in der Stadt Kaschgar im Uigurischen autonomen Gebiet Xinjiang der Volksrepublik China. Er liegt entlang der Xinjiang-Südbahn (南疆铁路) von Turfan (bzw. Ürümqi) nach Kaschgar, einer Verlängerung der Lanxin-Bahn von Lanzhou nach Ürümqi.
Der 1999 erbaute Bahnhof befindet sich im Osten des Stadtgebietes. Der Bahnhof befindet sich außerhalb der Kernstadt und ist städtebaulich in ein Band von mehreren Gebäuden geringeren Ausmaßes eingefasst. In der weiteren Umgebung existieren mehrere kleinteiligere Wohngebiete, die in den letzten Jahren durch mehrere großmaßstäbliche Baustrukturen überbaut wurden.
Der Bahnhofsvorplatz ist mit seinen Ausmaßen von 230 Meter mal 300 Meter sehr groß dimensioniert. Die Gestaltung findet ihren Schwerpunkt in einer runden Rasenfläche, welche sich vom Bahnhof entfernend auf die gesamte Platzfläche ausweitet. Direkt vor dem Bahnhofsgebäude sind die Vorfahrt und Parkplätze auf steinernem Belag angesiedelt.
Der Bahnhof erfüllt die Funktion eines Hauptbahnhofs. Allerdings fahren (Stand 2009) täglich nur zwei Züge den Bahnhof an, beide von Ürümqi kommend. Am Bahnhof werden auch Tickets für Züge ab Ürümqi verkauft. Ein weiterer Ticketverkauf findet sich am Busbahnhof im Zentrum Kaschgars.